# Gunteria
Gunteria es un género de foraminífero bentónico de la subfamilia Fabianiinae, de la familia Cymbaloporidae, de la superfamilia Planorbulinoidea, del suborden Rotaliina y del orden Rotaliida. Su especie tipo es Gunteria floridana. Su rango cronoestratigráfico abarca el Luteciense (Eoceno medio).

## Clasificación
Gunteria incluye a la siguiente especie:
- Gunteria floridana †